# Belœil (Québec)
Belœil (auch Beloeil geschrieben) ist eine Stadt im Südwesten der kanadischen Provinz Québec. Sie liegt in der Verwaltungsregion Montérégie, etwa 30 Kilometer östlich von Montreal. Belœil gehört zur regionalen Grafschaftsgemeinde (municipalité régionale du comté) La Vallée-du-Richelieu, hat eine Fläche von 24,40 km² und zählt 22.458 Einwohner (2011).

## Geographie

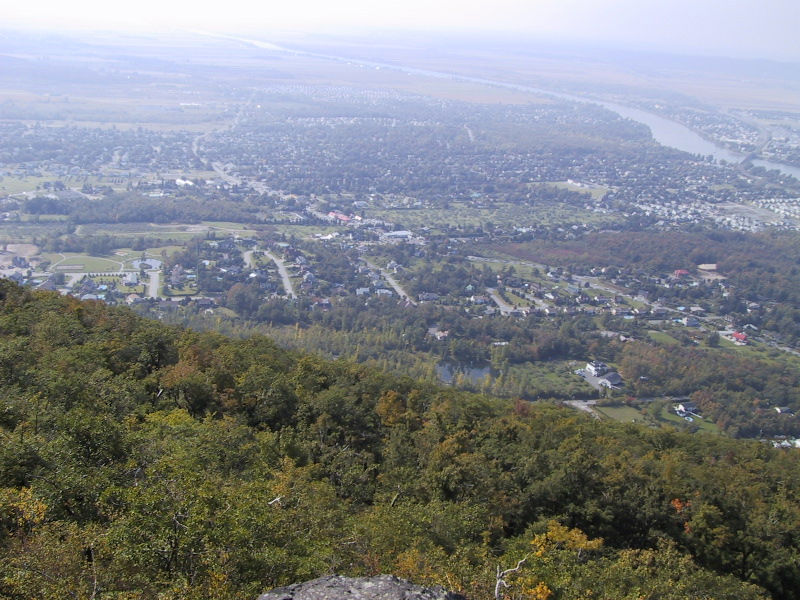
Blick vom Mont Saint-Hilaire in Richtung Belœil

Belœil liegt in der Region Rive-Sud, am linken Ufer des Rivière Richelieu. Dieser Nebenfluss des Sankt-Lorenz-Stroms bildet zugleich die östliche Stadtgrenze. Das Gelände ist aufgrund seiner Lage im Sankt-Lorenz-Tiefland weitgehend flach; der nicht überbaute Teil wird überwiegend landwirtschaftlich genutzt. Auf der gegenüberliegenden Seite des Flusses ragt der 414 Meter hohe Mont Saint-Hilaire empor. Dieser wurde früher Mont Belœil genannt, gehört zu den Montérégie-Hügeln und bildet eine weitherum sichtbare Landmarke. Es gibt zwei historische Stadtkerne um die Kirche und um den Bahnhof, die ab den 1950er Jahren allmählich verschmolzen. Belœil ist mit McMasterville, Mont-Saint-Hilaire und Otterburn Park zu einer Agglomeration mit über fünfzigtausend Einwohnern zusammengewachsen.
Nachbargemeinden sind Saint-Marc-sur-Richelieu im Norden, Saint-Charles-sur-Richelieu im Nordosten, Mont-Saint-Hilaire im Osten, Otterburn Park im Südosten, McMasterville im Süden, Saint-Basile-le-Grand im Südwesten und Saint-Mathieu-de-Belœil im Westen.

## Geschichte
Zwar gibt es etliche Hinweise auf eine Besiedlung durch indigene Ureinwohner entlang des Rivière Richelieu, auf Stadtgebiet selbst gab bisher jedoch keine archäologischen Funde. Gouverneur Louis de Buade de Frontenac übertrug im Jahr 1694 eine Grundherrschaft entlang des Flusses an den Offizier Joseph-François Hertel de la Fresnière, die Seigneurie Belœil. Der Ortsname soll auf dessen Sohn Jean-Baptiste zurückzuführen sein, der auf den Mont Saint-Hilaire gestiegen war und von der schönen Aussicht geschwärmt haben soll („quelle belle œil!“). Hertel wollte seine militärische Karriere nicht aufgeben und verzichtete darauf, das Gebiet zu entwickeln. 1711 verkaufte er die Seigneurie an Charles Le Moyne, den Besitzer der benachbarten Seigneurie Longueuil. Die dauerhafte Besiedlung begann schließlich 1725, nachdem weiträumige Rodungen vorgenommen worden waren.

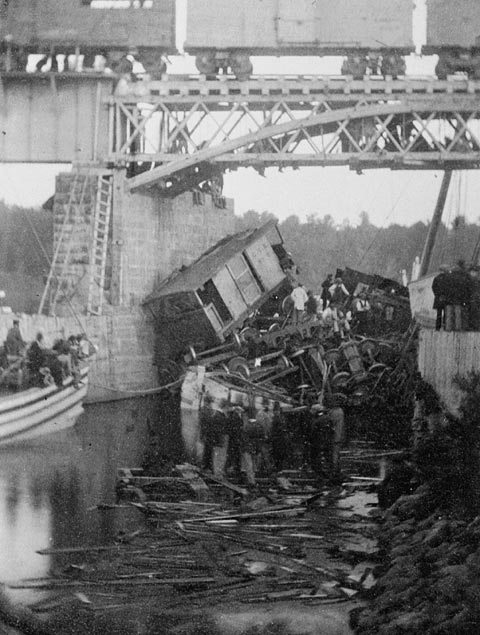
Eisenbahnunfall auf der Belœil-Brücke (1864)

Das Dorf erhielt 1772 eine eigene Kapelle, die zur Pfarrei Saint-Mathieu-de-Belœil gehörte. Zwischen 1784 und 1787 entstand die erste Kirche. Diese brannte im Laufe ihrer Geschichte zweimal ab, in den Jahren 1817 und 1895. Im Dezember 1848 nahm die St. Lawrence and Atlantic Railroad die Eisenbahnlinie von Montreal nach Saint-Hyacinthe in Betrieb, das erste Teilstück der Bahnstrecke Montreal–Island Pond. Die Strecke passierte Belœil zwei Kilometer südlich der Kirche und überquerte den Fluss auf einer Drehbrücke. Im Umfeld der Bahnhaltestelle entwickelte sich ein kleiner Weiler. Zu den Gebäuden gehörten auch einige Sommerhäuser, die vor allem von Montrealer Bürgern entlang des Rivière Richelieu errichtet worden waren.
1855, ein Jahr nach der Aufhebung der Grundherrschaft, wurde die Gemeinde Belœil gegründet. Am 29. Juni 1864 ereignete sich auf der Brücke das schwerste Eisenbahnunglück Kanadas, als ein Personenzug das Haltesignal vor der geöffneten Drehbrücke ignorierte und in den Fluss stürzte; bei diesem Unfall starben 99 Menschen. Die Industrialisierung setzte 1878 ein, als die Hamilton Powder Company eine Sprengstofffabrik südlich des Bahnhofs eröffnete (auf dem Gebiet des heutigen McMasterville). 1903 wurde die Siedlung um den Bahnhof mit der Gemeinde Belœil zusammengeschlossen. Diese erhielt 1914 den Stadtstatus.
Obwohl Montreal nur wenige Kilometer entfernt lag, wurde erst 1940 eine direkte Straßenverbindung zur nahen Großstadt errichtet. In den 1950er Jahren stieg die Einwohnerzahl auf knapp 6.000 Personen. Räumlich waren die beiden Siedlungen nun zu einer einzigen Stadt zusammengewachsen. 1964 erhielt die Stadt den Anschluss ans Autobahnnetz. Heute gilt Belœil als Vorortwohnstadt des Ballungsraumes Montreal. Seit 2000 ist die Stadt Mitglied des Zweckverbandes Communauté métropolitaine de Montréal.

## Bevölkerung
Gemäß der Volkszählung 2011 zählte Belœil 20.783 Einwohner, was einer Bevölkerungsdichte von 862,7 Einw./km² entspricht. 94,6 % der Bevölkerung gaben Französisch als Hauptsprache an, der Anteil des Englischen betrug 2,3 %. Als zweisprachig (Französisch und Englisch) bezeichneten sich 0,8 %, auf andere Sprachen und Mehrfachantworten entfielen 2,3 %. Ausschließlich Französisch sprachen 53,5 %. Im Jahr 2001 waren 90,7 % der Bevölkerung römisch-katholisch, 3,1 % protestantisch und 5,3 % konfessionslos.

## Verkehr
Dem nördlichen Stadtrand entlang verläuft in West-Ost-Richtung die Autoroute 20. Diese zum System des Trans-Canada Highway gehörende Autobahn verbindet Montreal mit Lévis. Ebenfalls zwischen diesen beiden Städten verläuft die Route 116, eine der wichtigsten überregionalen Hauptstraßen der Provinz. Dem gegenüberliegenden Flussufer folgt die Route 133 zwischen Sorel-Tracy und Saint-Jean-sur-Richelieu. Der Personenverkehr auf der Eisenbahnlinie war 1988 vorübergehend eingestellt worden. Er wurde 2000 wiederaufgenommen, doch der Bahnhof von Belœil blieb geschlossen. exo-Vorortszüge halten daher im benachbarten McMasterville. Darüber hinaus verbinden mehrere exo-Buslinien die Stadt mit Montreal, Longueuil und Saint-Hyacinthe.

## Persönlichkeiten
- Louis-Philippe Brodeur (1862–1924), Politiker
- Philippe-Auguste Choquette (1854–1948), Politiker
- Béatrice La Palme (1878–1921), Sängerin, Geigerin und Musikpädagogin
- Guy Rouleau (1965–2008), Eishockeyspieler